# Ravno (Bośnia i Hercegowina)
Ravno – wieś w Bośni i Hercegowinie, w Federacji Bośni i Hercegowiny, w kantonie hercegowińsko-neretwiańskim, siedziba gminy Ravno. W 2013 roku liczyła 597 mieszkańców, z czego większość stanowili Chorwaci.